# Calmon
Calmon é um município brasileiro do Estado de Santa Catarina. Localiza-se a uma latitude 26º35'59" sul e a uma longitude 51º05'50" oeste, estando a uma altitude de 1200 metros. Sua população estimada em 2004 era de 3.885 habitantes.

## História

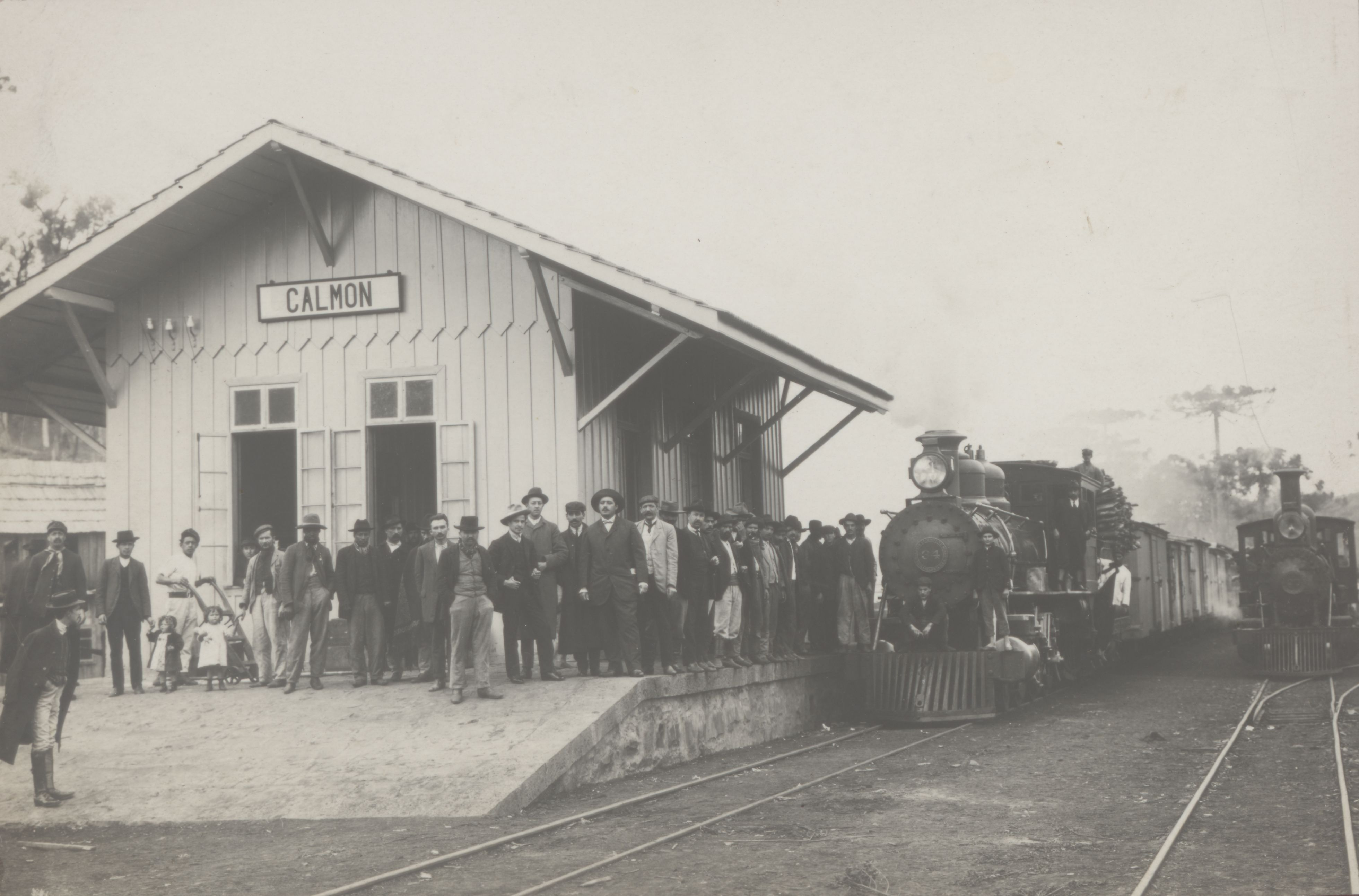
Oficiais e colonos em frente à estação ferroviária em Calmon.

A comunidade de São Roque, teve seu nome mudado para Calmon, quando a estação ferroviária foi inaugurada em 1909, pelo próprio Miguel Calmon Dunn Pin e Almeida, ministro da Viação e Obras Públicas. Que estava na comitiva presidencial que inaugurou o trecho até Taquaral Liso da EFSPRG.
A vila de Calmon, cresceu próxima à linha de trem, e em função da existência da segunda maior serraria da América do Sul, 
Teve importante participação na saga da ferrovia. Pois a mata de araucária tinha farta matéria-prima para o sustento do trecho ferroviário. 
Foi, no início do século XX, o CCO da EFSPRG, dali partiam ordens para a construção da estrada que ligava União da Vitória a Marcelino Ramos.
É parte integrante da história do Contestado, em 5 de setembro de 1914, durante a Guerra do Contestado, os sertanejos após incendiarem a estação, destruíram a serraria da Lumber Colonization.

## Rio do Peixe
A nascente do rio do Peixe encontra-se no interior do município de Calmon. O rio do Peixe é o mais importante rio do meio oeste catarinense.